# El ciclón
El ciclón, Te llamaré al morir o Viva quien sabe querer, es una película de drama mexicana de 1957 escrita y dirigida por Gilberto Martínez Solares y protagonizada por Miguel Aceves Mejía, Flor Silvestre, Sonia Furió y Raúl Ramírez. Se estrenó el 2 de octubre de 1958 en el Cine Mariscala de la Ciudad de México.

## Reparto
- Miguel Aceves Mejía es Marcelo Vidal / Jorge Trejo
- Flor Silvestre es Lupe Ayala
- Sonia Furió es Nancy Ramírez
- Raúl Ramírez es Pedro Zárate
- Juan García es Octaviano García
- Miguel Ángel Ferriz es don Carlos Ayala
- Celia Viveros es Remigia
- Agustín Isunza es don Silverio
- José Luis Fernández es Mariano
- Emilio Garibay es Gilberto
- Dagoberto Rodríguez es Lorenzo (actuación especial)

## Canciones
Los arreglos de las canciones y la dirección de los playbacks estuvieron a cargo de Rubén Fuentes.
- «Los camperos» de Severiano Briseño, interpretada por Miguel Aceves Mejia
- «Cielo rojo» de los Hermanos Záizar, interpretada por Flor Silvestre
- «Viva quien sabe querer» de Rubén Fuentes y Mario Molina, interpretada por Miguel Aceves Mejia
- «No soy monedita de oro» de Cuco Sánchez, interpretada por Miguel Aceves Mejia
- «Nuestro gran amor» de Cuco Sánchez, interpretada por Flor Silvestre
- «Llegando a ti» de José Alfredo Jiménez, interpretada por Flor Silvestre
- «Muchachita montañesa» de los Hermanos Cantoral, interpretada por Miguel Aceves Mejia

## Disco
En 1958, la compañía discográfica RCA Víctor Mexicana editó un disco de doble duración (de 45 revoluciones) con la música de la película El ciclón con el número de catálogo MKE-237. Esta grabación contiene tres canciones de Miguel Aceves Mejía («Los camperos», «Viva quien sabe querer» y «No soy monedita de oro») y una canción de Flor Silvestre («Cielo rojo»).